# Gregario (ciclismo)

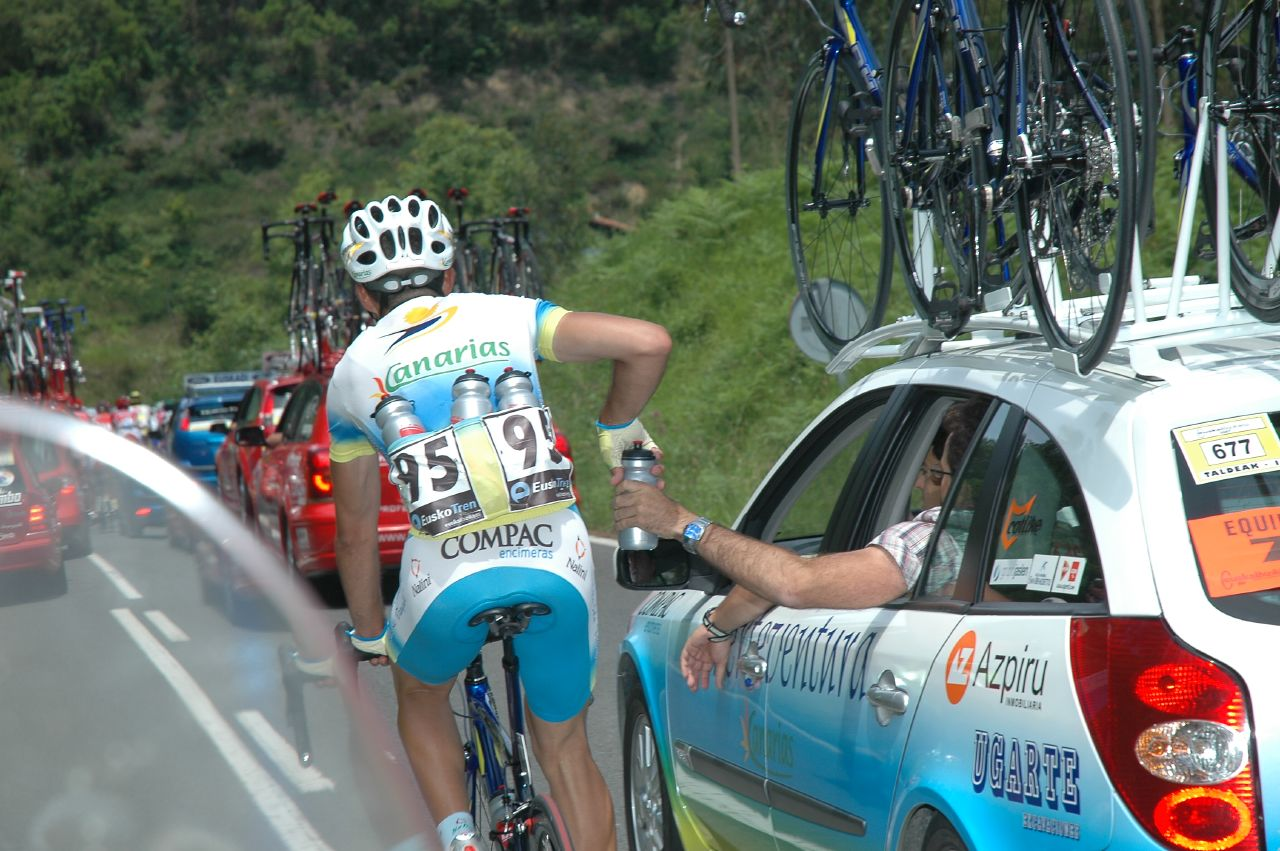
Javier Cherro Molina, Euskal Bizikleta 2007

En ciclismo, el gregario es un corredor que ayuda a conseguir la victoria a un jefe de filas. La labor del gregario puede ser de todo tipo: Desde suministrar comida y bebida a su líder y a los demás compañeros de equipo (quienes también desempeñan papel de gregarios dependiendo del rendimiento de cada uno), hasta colocarse delante del hombre fuerte para disminuir el rozamiento de este con el viento que le hace perder aerodinámica; incluso, le brinda apoyo emocional al remolcarlo cuando está al margen de la lucha en una etapa o lejos del pelotón, peligrando su tiempo en la general frente a los demás competidores.
Se habla de gregario de lujo cuando un corredor de gran calidad actúa como gregario de otro. Ganadores del Tour de Francia como Greg LeMond o Laurent Fignon, fueron gregarios de Bernard Hinault durante los años 1980. Miguel Induráin y Pedro Delgado actuaron reciprocamente como gregarios el uno del otro a finales de los años 1980 y principios de los años 1990. A finales de los años 2000, Yaroslav Popovych, Paolo Savoldelli o Roberto Heras fueron gregarios de Lance Armstrong (antes de ser descubiertos sus escándalos de dopaje). Otro ejemplo es Chris Froome, quien fue gregario de Bradley Wiggins en el Tour de Francia 2012; justamente un año antes que él mismo fuese el ganador de la 100.ª edición del Tour de Francia. 
También hay otro tipo de gregario denominado lanzador, que es el que ayuda a los esprínteres principales a conseguir sus victorias. Algunos de ellos también son gregarios de lujo, ya que en ese tipo de llegadas masivas suelen estar entre los primeros de la etapa, e incluso cederles la victoria por parte del esprínter principal o jefe de filas.